# Lengspitze
Die Lengspitze (italienisch Pizzo Lungo), auch Lenkspitze,  ist ein 3105 m ü. A. (nach anderen Angaben 3090 m s.l.m.) hoher Berggipfel des Prettaukamms in der Venedigergruppe. Der Gipfel liegt an der italienisch-österreichischen Staatsgrenze und wurde erstmals durch Bergknappen bestiegen. Die erste touristische Ersteigung nahm Artur Langbein am 26. August 1903 vor.

## Lage
Die Lengspitze liegt an der Grenze zwischen der Südtiroler Gemeinde Prettau im Nordwesten und der Osttiroler Gemeinde St. Jakob in Defereggen (Bezirk Lienz) im Südosten. Bezogen auf den Prettaukamm liegt die Lengspitze im Südwesten. Nordöstlich trennt das Merbjoch (2832 m ü. A.) die Lengspitze von der Merbspitze (3090 m ü. A.), südwestlich markiert die Arventalscharte (2917 m ü. A.) den Übergang zur Arventalspitze (3083 m ü. A.). Am Hauptgipfel der Lengspitze befindet sich eine Wetterstation, ein Gipfelkreuz steht etwa 15 Meter tiefer am ungefähr 150 Meter entfernten Nordwestgipfel, der von Südtiroler Seite gut sichtbar ist. Die Südostseite der Lengspitze fällt zum Arvental mit dem Arventalbach ab, die Nordwestseite zum Alprechbachtal, einem Seitental des Ahrntals. Die Bergflanken der Lengspitze sind durch den Nationalpark Hohe Tauern bzw. den Naturpark Rieserferner-Ahrn unter Schutz gestellt.

## Aufstiegsmöglichkeiten
Der Normalweg von Südtirol startet in Prettau und führt über die Stegeralm zur Westflanke des Berges, über die man den Südwestgrat ein wenig oberhalb der Lengscharte erreicht und über diesen unschwierig zum Gipfel gelangt. Der Anstieg von Von Osttirol nimmt seinen Ausgang am Alpengasthaus Oberhaus und verläuft zunächst auf der Almstraße zur Jagdhausalm und danach zur Arventalalm. Nach einem weiteren Stück entlang des Arventalbachs erfolgt der Aufstieg über die ostseitigen Gras- und Feinschutthänge bis unter den Südwestgrat, wo eine Schuttrinne den Grateinstieg ermöglicht. Der Schlussanstieg über den Südwestgrat entspricht dem von Südtirol.